# 羽屋新町
羽屋新町（はやしんまち）は、大分県大分市の地名。現行行政地名は羽屋新町一丁目から羽屋新町三丁目。住居表示実施済区域。

## 地理
大分市の中心部に位置し、東と南に羽屋、西に二又町、北に上田町と接している。

## 歴史

### 沿革
- 2021年（令和3年）1月16日 - 住居表示を実施に伴い、大字羽屋の一部（通称:羽屋新町、羽屋（一部））から、羽屋新町一丁目から羽屋新町三丁目を新設[5]。

### 町名の変遷
| 実施後         | 実施年月日               | 実施前（各町名ともその一部） | 実施前（各町名ともその一部） |
| 実施後         | 実施年月日               | 公称                         | 通称                         |
| -------------- | ------------------------ | ---------------------------- | ---------------------------- |
| 羽屋新町一丁目 | 2021年（令和3年）1月16日 | 大字羽屋（一部）             | 羽屋新町（一部）             |
| 羽屋新町二丁目 | 2021年（令和3年）1月16日 | 大字羽屋（一部）             | 羽屋新町（一部）             |
| 羽屋新町三丁目 | 2021年（令和3年）1月16日 | 大字羽屋（一部）             | 羽屋、羽屋新町（各一部）     |

## 世帯数と人口
2022年（令和4年）3月31日現在（大分市発表）の世帯数と人口は以下の通りである。
| 丁目           | 世帯数  | 人口  |
| -------------- | ------- | ----- |
| 羽屋新町一丁目 | 39世帯  | 61人  |
| 羽屋新町二丁目 | 39世帯  | 77人  |
| 羽屋新町三丁目 | 165世帯 | 331人 |
| 計             | 243世帯 | 469人 |

## 学区
市立小・中学校に通う場合、学区は以下の通りとなる（2022年4月時点）。
| 丁目           | 番・番地等 | 小学校             | 中学校               |
| -------------- | ---------- | ------------------ | -------------------- |
| 羽屋新町一丁目 | 全域       | 大分市立豊府小学校 | 大分市立南大分中学校 |
| 羽屋新町二丁目 | 全域       | 大分市立豊府小学校 | 大分市立南大分中学校 |
| 羽屋新町三丁目 | 全域       | 大分市立豊府小学校 | 大分市立南大分中学校 |

## 交通
- 国道210号

## 施設
- エープライス 南大分店[7]

## その他

### 日本郵便
- 郵便番号 : 870-0853[2]（集配局 : 大分中央郵便局[8]）。